# Ormocarpum pubescens
Ormocarpum pubescens är en ärtväxtart som först beskrevs av Ferdinand von Hochstetter, och fick sitt nu gällande namn av Georg Cufodontis. Ormocarpum pubescens ingår i släktet Ormocarpum och familjen ärtväxter. Inga underarter finns listade i Catalogue of Life.